# Samuel Bentham
Samuel Bentham (Londra, 11 gennaio 1757 – Londra, 31 maggio 1831) è stato un ingegnere inglese.
È noto per le innumerevoli innovazioni, particolarmente riguardanti l'ingegneria navale, inclusi gli armamenti. Egli fu l'unico sopravvissuto dei fratelli del filosofo Jeremy Bentham, con cui ebbe uno stretto legame.

## Primi anni
Samuel Bentham era il fratello minore di Jeremy Bentham, il celebre filosofo e riformatore sociale. Anche se non raggiunse mai la notorietà di suo fratello, i contributi di Samuel alla storia delle macchine utensili non possono essere trascurati. All'età di 14 anni, Samuel divenne apprendista presso un maestro d'ascia, nei Cantieri di Woolwich, restandovi per sette anni.

## Carriera

### In Russia
Nel 1780, Bentham si trasferì in Russia dove venne assunto dal principe Grigorij Aleksandrovič Potëmkin, che capeggiava un movimento per l'introduzione delle nuove tecniche nell'Impero russo. Inizialmente assunto come costruttore navale, Bentham scoprì presto altre occasioni per mettere a frutto il suo talento come ingegnere e come inventore, costruendo macchinari industriali e sperimentando la produzione di acciaio. Egli progettò e costruì molte novità tra cui una nave anfibia ed una chiatta snodata per l'imperatrice Caterina II di Russia.
Bentham fu anche decorato per il valore dimostrato in una vittoria decisiva nella guerra contro i Turchi ed ebbe il comando di un battaglione di 1.000 uomini in Siberia. In seguito gli venne attribuita la direzione delle fabbriche e delle officine di Potëmkin, mentre ricopriva questo incarico di controllo di una forza lavoro di notevole entità, Samuel Bentham formulò il principio del controllo centralizzato che doveva essere poi incarnato nell'edificio Panopticon reso popolare dal fratello di Samuel, il filosofo e sociologo Jeremy Bentham.
Nel 1782, Samuel Bentham viaggiò dalla Siberia verso la Cina visitando la città russa di confine Kyakhta e quella dalla parte cinese Maimacheng, poi trascorse più di un mese nella città di Nerčinsk sulla sponda del fiume Nerča, qui studiò i progetti navali cinesi ed in particolare quelli delle giunche. Tornato in Europa, Bentham promosse l'uso dei compartimenti stagni, un'idea che egli ammise aver avuto dall'osservazione delle grandi navi cinesi in Siberia.
Una volta rientrato in patria nel 1791, e per gli anni successivi, Samuel unitamente al fratello Jeremy cercò di promuovere l'uso della struttura Panopticon e progettò anche dei macchinari da utilizzare in questo contesto. 
Durante questo periodo conobbe la sua futura moglie, Mary Sophia Fordyce, figlia del medico e scienziato scozzese George Fordyce, un amico di Jeremy Bentham. I due si sposarono nel mese di ottobre del 1796.
Nel 1795 i Lords dell'Ammiragliato gli chiesero di progettare sei nuove navi a vela fornite di "compartimenti che contribuissero a rinforzare il vascello e contemporaneamente lo proteggessero da un possibile affondamento come viene praticato dai Cinesi di oggi". Queste unità vennero costruite nel cantiere navale di Redbridge nell'Hampshire unitamente ad altre parti intercambiabili dei pennoni e degli alberi che potessero consentire una facile manutenzione mentre si navigava.

### Ispettore Generale dei Cantieri navali
Nel marzo del 1796, Bentham fu nominato ispettore generale dei cantieri navali, responsabile della loro manutenzione e miglioramento, un posto che lo costrinse a continui viaggi. A lui si devono molti suggerimenti per le migliorie, tra cui l'uso del vapore come forza motrice delle macchine nei cantieri navali e la meccanizzazione di molti processi produttivi. Tuttavia, i suoi superiori nel consiglio di amministrazione della Marina furono restii al cambiamento e molti dei suggerimenti di Bentham non vennero attuati.
A Bentham va il merito di aver contribuito alla produzione dei bozzelli di legno usati nelle manovre sulle navi, concependo più efficienti macchine per la lavorazione del legno. Le sue iniziative trovarono eco nell'attività di imprenditori come Marc Isambard Brunel e Henry Maudslay e diedero avvio alle tecniche di produzione in serie nelle Block Mills di Portsmouth.

### Ritorno in Russia
Nel 1805 Bentham ritornò in Russia, questa volta per affari del governo inglese e vi si trattenne per due anni con la sua famiglia, prese a noleggio una nave intera per sé, la servitù e compagni di viaggio. La sua missione in Russia venne spesso ostacolata e ritornò in patria nel 1807 senza aver raggiunto alcuno dei suoi obiettivi ufficiali. Durante questo periodo supervisionò la costruzione di un Panopticon sulla sponda del fiume Okhta a San Pietroburgo.

### Il Vauxhall Bridge

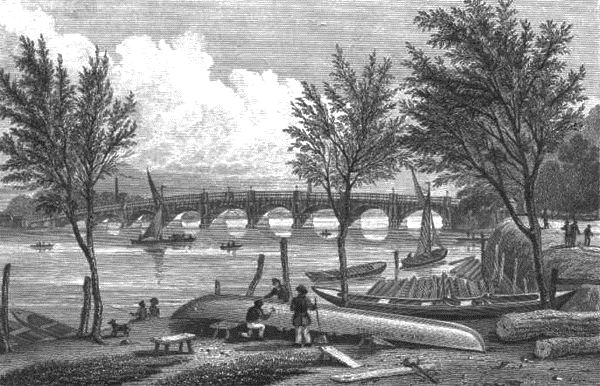
Il Vauxhall Bridge nel 1829.

Bentham progettò per la società Butterly il Vauxhall Bridge a Londra, il primo ponte in ghisa a nove archi costruito sul Tamigi. La scelta della ghisa fu fatta perché era "più economica della muratura", tuttavia alcuni hanno ravvisato in questa struttura l'esperienza fatta da Bentham in Cina dove vi erano molti di questi ponti ad arco in ghisa. In seguito, questo tipo di struttura venne abbandonato per i dubbi sorti sulla sua qualità e venne preferito il "ponte ad archi in ghisa poggiante su piloni in muratura" come progettato dall'ingegnere James Walker. Il ponte di Bentham venne completato nel 1813.

### In Francia
Al suo ritorno in Inghilterra, Bentham scoprì che in sua assenza era stato abolito il suo incarico di Ispettore Generale, infatti si è ritenuto che la sua missione in Russia nel 1805 fosse stata organizzata solo per tenerlo lontano mentre veniva abolito quell'incarico. Nel 1814 Bentham si trasferì con la famiglia nel sud della Francia dove rimasero fino al 1826.
La famiglia Bentham viaggiò moltissimo in Francia prima di stabilirsi a Château de Restinclières nella regione della Linguadoca-Rossiglione. La loro nuova casa era grande, circondata da vasti terreni e per questo Bentham decise di coltivare la terra a scopo di lucro, aiutato dal figlio George che gestiva la maggior parte delle attività. Bentham fece arrivare macchine agricole ancora sconosciute in Francia e installò un complesso sistema di irrigazione dei campi. Nel 1826, nonostante gli affari andassero bene, i Bentham decisero di rientrare in Inghilterra; uno dei motivi di questa decisione sembra fosse stata una querela minacciata dagli agricoltori confinanti i quali sostenevano che il sistema di irrigazione di Bentham avesse impoverito l'approvvigionamento idrico locale.
Una volta in Inghilterra, Bentham trascorse la maggior parte del suo tempo a scrivere di questioni navali e sperimentare nuovi tipi di scafi. Il figlio George, nato nel 1800, divenne un famoso botanico.